# إنريكي بينابيلا
إنريكي بينابيلا (مواليد 24 نوفمبر 1938) هو مبارز بالسيف كوبي، مثّل بلاده في الألعاب الأولمبية الصيفية 1964.

## روابط خارجية
إنريكي بينابيلا على موقع أوليمبيديا (الإنجليزية)